# Lista de recordes de Whitney Houston
Durante 35 anos de carreira, Whitney Houston acumulou muitos recordes.
- Seu álbum de estreia, Whitney Houston, foi o primeiro de uma cantora a vender 25 milhões de unidades, com as vendas dos discos certificadas. [1]
- "Whitney", seu segundo disco, tornou-se o primeiro a estrear no topo dos mais vendidos nos EUA e Reino Unido simultaneamente.
- Única artista com sete singles consecutivos à atingirem a primeira posição nas paradas de sucessos dos EUA, o recorde mantém-se até hoje.[2]
- Whitney foi a primeira artista feminina a ter 3 singles número #1 de um álbum (Whitney Houston - 1985).[3]
- Whitney foi a primeira artista feminina a ter 4 singles número #1 de um álbum (Whitney - 1987).[4][5][6]
- "The Star Spangled Banner" foi a única versão do hino nacional norte-americanos a ser certificada platina, vendendo mais de 1 milhão de cópias.[7]
- A maior certificação inicial de qualquer álbum pela RIAA foi para "The BodyGuard", cuja primeira certificação foi para as vendas de mais de seis milhões de cópias.
- "The Bodyguard" foi o segundo álbum mais vendido por uma artista feminina estrangeira no Brasil, mais de 1 milhão de cópias.
- "The BodyGuard" foi o 4º álbum mais vendido de todos os tempos.
- "The Bodyguard" foi a maior trilha-sonora do mundo vendendo mais de trinta e três milhões de exemplares de 1992 a 1999.
- "The BodyGuard" foi a trilha-sonora mais vendida da história, totalizando mais de quarenta e quatro milhões de cópias vendidas em todo o mundo.[8]
- "The Bodyguard" foi a primeira trilha-sonora a vender mais de 1 milhão de cópias em apenas uma semana.
- "The BodyGuard" foi o álbum mais vendido da década de 1990.
- "The BodyGuard" é o álbum que alcançou o certificado de 6 milhões de cópias em menos tempo, apenas dois meses.
- O álbum "The Bodyguard" permaneceu 20 semanas consecutivas em #1 no Top 200 da Billboard.
- "I Will Always Love You", segundo single mais vendido da década de 1990, com 10 milhões de cópias em todo o mundo.
- "I Will Always Love You" foi a 2° música de maior sucesso da história.
- "I Will Always Love You", single mais vendido de 1992.
- "I Will Always Love You" passou 9 semanas simultaneamente no topo dos Estados Unidos, Reino Unido e Austrália.
- "I Will Always Love You" foi o 2º single mais vendido no Reino Unido, com mais de 1 milhão de cópias.
- "I Will Always Love You" foi a única canção da década de 1990 de uma artista feminina a ser #1 no Top australiano.
- "I Will Always Love You" foi o maior hit dos anos 1990
- "I Will Always Love You" foi a música mais executada entre 1992 e 1993.
- "The Bodyguard" foi o primeiro álbum pop a vender um milhão de cópias na Coréia.
- "The BodyGuard" foi o filme que mais fez sucesso tendo uma cantora como protagonista.
- Whitney ganhou um recorde de oito American Music Awards em 1994. Ela está empatada somente com Michael Jackson, que ganhou oito da AMA em 1984.[9]
- Artista feminina com mais American Music Awards ganhos de todos os tempos, num total de vinte e dois.[10]
- Em 1994, Whitney recebeu um prêmio especial do World Music Awards, por ser a artista de maior vendagem da época.
- Whitney ganhou um recorde cinco World Music Awards na cerimônia em 1994, apenas igualada por Michael Jackson em 1996.
- Whitney foi a primeira artista feminina a ter dois álbuns diamante (em Janeiro de 1994, tanto "Whitney Houston" e "The Bodyguard" tinham mais de dez vezes platina).
- Whitney foi a única artista com três álbuns a permanecer no topo do Top 200 da Billboard por mais de dez semanas "Whitney Houston" (catorze semanas), "Whitney" (onze semanas), e "The Bodyguard" (vinte semanas).
- Whitney tem a mais longa estadia no número um da Billboard Top Gospel Albuns Chart, quando "The Preacher's Wife" permaneceu vinte e seis semanas.[11]
- Recorde de vinte e cinco Billboard Music Awards vencidos.
- 20 Singles de Ouro e 7 Singles de Platina.
- Álbum Gospel mais vendido da história: "The Precher’s Wife".
- 2ª Audiência recorde de mais de sessenta milhões de telespectadores em "Cinderella" (filme musical de TV) perdendo para Evita protagonizado por Madonna.
- Cinco álbuns #1 na Billboard 200 dos EUA: "Whitney Houston", "Whitney", "The Bodyguard", "Wainting To Exhale"e "I Look to You".
- Mais de 50 semanas acumuladas em 1º lugar na Billboard Hot 200.
- 32 canções no Top 10 da Billboard.
- 19 singles #1 mundialmente.
- O single Exhale (Shoop Shoop) foi o 2º da histótia a estrear na 1ª posição no Hot 100. Logo após, permaneceu um recorde de 11 semanas na segunda posição dos mais vendidos.[12][13][14]
- Sete álbuns consecutivos multi-platina:
  - Whitney Houston
  - Whitney
  - I'm Your Baby Tonight
  - The Bodyguard
  - Waiting to Exhale
  - The Preacher’s Wife
  - My Love is Your Love
- Artista Feminina mais premiada da história certificada pelo Livro Guinness dos Recordes (Guinness World Record) em 2006.
- Whitney foi a artista que mais músicas teve interpretadas no American Idol, com mais de 1.150 das 70.000 audições durante o show da terceira temporada. A canção "I Have Nothing" foi interpretada na final 6 vezes, mais do que qualquer outra.
- Terceiro Contrato mais caro já pago a uma artista feminina solo, no valor de US$ 100 milhões (2001 - Arista Recors).[15]